# Хейфец, Абрам Яковлевич
Абрам Яковлевич Хейфец (Гуральский, Август Кляйне, Рустико) (10 апреля 1890, Рига — 1960, Москва) — российский революционер, политик; активист Бунда, затем деятель Коминтерна, член Центрального комитета Коммунистической партии Германии, советский историк.

## Биография
Родился в семье учителя еврейской школы. В 1910 году окончил рижское коммерческое училище Миронова. Уже в училище, в 1904 году, Абрам вступил в Бунд, а затем, вместе со всей бундовской организацией, он вступил в Социал-демократическую партию Латышского края (СДЛК), которая была автономной частью РСДРП.
В 1908 году Хейфец вошел в состав федерального комитета СДЛК и начал работать в его культурном центре. В том же году Хейфец был арестован, но вскоре был освобождён. В 1910 году он поступил в Киевский коммерческий институт. В феврале 1911 года в Киеве его второй раз арестовали, после чего он был выслан в Ригу, оттуда его перевели в Вильно, а через четыре месяца позволили выехать за границу.
В феврале 1913 года Хейфец был арестован в Лодзи, куда он приехал по заданию Центрального комитета Бунда, после чего он был освобождён под залог по болезни и бежал за границу, в Вену, где поступил в университет. На жизнь он зарабатывал как переписчик. В 1914 году он вступил в Социал-демократическую партию Австрии.
После начала Первой мировой войны Хейфец перебрался в Швейцарию, где продолжил учебу в Лозаннском университете на факультете социологии, который окончил в 1917 году. В Швейцарии Хейфец принимал участие в движении левой молодежи, выезжал для ведения антивоенной пропаганды среди матросов в Геную, но из-за полицейских преследований был вынужден покинуть Италию и вернуться в Швейцарию.
После Февральской революции 1917 года Хейфец 12 мая 1917 года в составе группы из 257 человек в так называемом втором «пломбированном поезде» выехал из Цюриха через Германию в Петроград.
Хейфец вошел в состав Временного совета Российской республики (Предпарламента). В Бунде он возглавлял так называемое интернационалистское течение, которое ориентировалось на сотрудничество с большевиками. В руководстве бундовской организации Одессы, где осенью 1917 года оказался Хейфец, преобладали как раз интернационалисты, которые во время Октябрьской революции выступили совместно с большевиками, войдя в состав ревкома. За это Хейфец был привлечен ЦК Бунда к партийному суду, но уже в декабре 1917 года он сам был избран членом ЦК.
В 1918 году при власти Украинской державы в Одессе Хейфец был арестован, но затем был освобождён и был избран членом президиума нелегального киевского Совета.
В 1919 году Хейфец стал членом РКП (б), был избран заместителем председателя киевского губернского исполнительного комитета Советов, членом всеукраинского Центрального исполнительного комитета (ВУЦИК).
В сентябре 1919 года Исполнительный комитет Коминтерна (ИККИ) отправил его своим представителем в Германию. Там вместе с Б. Куном и Г. Эберлейном он готовил мартовское коммунистическое восстание 1921 года в Центральной Германии.
Затем он вернулся в Советскую Россию, участвовал в качестве делегата от РКП(б) в работе Третьего конгресса Коминтерна в июне-июле 1921 года, а в сентябре 1921 года снова был направлен в Германию, где в конце января 1923 года его под псевдонимом «Август Кляйне» ввели в состав Центрального комитета Коммунистической партии Германии. Он занимался подготовкой коммунистического восстания в Германии, намеченного на октябрь 1923 года. Увидев, что левые социал-демократы не поддерживают призыв коммунистов к всеобщей забастовке и вооружению рабочих, руководство КПГ решило отказаться от восстания, но Гуральский не был согласен с этим.
В феврале 1924 года Гуральский был направлен в Париж. Он добился того, что в марте 1924 года Центральный комитет Французской коммунистической партии
осудил троцкистскую оппозицию в РКП(б), а сторонник этой оппозиции Борис Суварин был снят с поста руководителя Bulletin communiste. В апреле 1924 года Гуральский был назначен официальным представителем ИККИ при ФКП.
В конце июля 1925 года Гуральский был арестован французской полицией, его приговорили к четырем месяцам заключения, а затем он был выслан из Франции и в ноябре 1925 года по подложному паспорту на имя С. Е. Максимовского он отправился в СССР.
Там Гуральский поддержал так называемую «новую оппозицию» во главе с Г. Зиновьевым и Л. Каменевым. По договоренности с Зиновьевым он, вместе с В. Вуйовичем 3 января 1926 года предложил своей знакомой сотруднице аппарата ИККИ и члену французской компартии американке Г. Гесслер посетить Берлин, Париж и Рим, чтобы установить контакт с руководителями соответствующих коммунистических партий и убедить их подождать высказываться в отношении партийной дискуссии в СССР (оппозиционеры рассчитывали, что в скором времени ситуация изменится в их пользу). Гесслер рассказала об этом своему сожителю М. Рою, который побудил ее донести на Гуральского в Секретариат ИККИ. В результате Гуральский был отстранен от работы в Коминтерне и в марте 1926 года его перевели в Институт К. Маркса и Ф. Энгельса на должность заведующего отделением права.
Гуральский продолжил свою оппозиционную деятельность: вошел в руководящий центр зиновьевской организации, участвовал в работе подпольных кружков, в мае 1927 года подписал «Заявление 83-х». За это в декабре 1927 года его исключили из ВКП (б), а в 1928 году его сослали в город Фрунзе, где устроили на работу заместителем заведующего Главполитпросветом Киргизской АССР.
В конце мая 1928 года Гуральский подал заявление об отходе от оппозиции с просьбой восстановить его в партии. Незадолго перед этим он по согласованию с властями перебрался в Ташкент, где получил должность председателя кафедры социологии в местном Коммунистическом университете. Видимо, именно в это время он стал осведомителем ОГПУ.
22 июня 1928 года Гуральский был восстановлен в партии, а в середине августа 1929 года он вернулся на работу в аппарат Коминтерна. Сначала Гуральского назначили в Среднеевропейский лендерсекретариат ИККИ, а в начале 1930 года его отправили представителем ИККИ в Южную Америку, где под псевдонимом «Рустико» он пробыл до февраля 1934 года. Гуральский считал своим наибольшим успехом там вовлечение в коммунистическое движение Л. Престеса.
Но после возвращения Гуральского в СССР руководство Коминтерна встретило его настороженно. Хотя он и получил должность инструктора в латиноамериканском секретариате ИККИ, но серьезных поручений ему не давали. Дважды на партийных собраниях Гуральский был вынужден каяться; за контакты с бывшими троцкистами и зиновьевцами ему был объявлен выговор с предупреждением, наконец, 7 августа 1935 года Гуральского уволили из аппарата ИККИ и он был вынужден отправиться в Куйбышев на должность заведующего сектором в краевое плановое управление.
26 августа 1936 года Гуральский как «бывший, оставшийся неискренним троцкист» был второй раз исключен из партии, а 30 декабря 1936 года был арестован. Постановлением Особого совещания при НКВД СССР от 27 августа 1937 года за «контрреволюционную троцкистскую деятельность» его приговорили к 8 годам заключения. В документах госбезопасности позже отмечалось: Установлено, что Хейфец-Гуральский до своего первого ареста в 1936 г., являясь агентом органов МГБ по Москве, о зиновьевцах ничего не дал. Сообщал отдельные факты общего характера о расстрелянном террористе Моисее Лурье, Петермейере, Степанове. Скрыл от органов МГБ связи и свою нелегальную троцкистско-зиновьевскую деятельность за границей.
Но 22 мая 1938 года дело на Гуральского «по оперативным соображениям» было прекращено, постановление Особого совещания при НКВД СССР было отменено, и он был освобожден с целью дальнейшего использования в качестве осведомителя. Позже Гуральский хвалился: За время моей многолетней работы с органами я разоблачил большое количество троцкистов, зиновьевцев, правых и буржуазных националистов. К ним в первую очередь следует отнести таких матерых врагов Советского государства, как Петермейер, Бела Кун, Погани (Пеппер), Пятницкий, Любченко, Хвыля, Чубарь, Хатаевич (последние четверо — буржуазные украинские националисты), Дитрих, Эберлейн, Шубриков, Горлянд, Бордиш, Либер, группа Бреслара (на Украине), Южный (террорист), Гринько, Лурье, Деготь, Кожуро, Синани и его группу. Я принимал участие в разработке не одной сотни троцкистов и зиновьевцев.
Гуральского устроили на преподавательскую работу на исторический факультет МГУ, где он начал читать спецкурс по истории Франции, в мае 1939 года вновь восстановили в партии. По воспоминаниям одного из выпускников истфака, он вызывал у студентов чуть ли не восторг, так как читал свои лекции неординарно, неортодоксально для того времени. 21 апреля 1941 года на кафедре новой истории состоялась защита Гуральским диссертации на соискание ученой степени кандидата исторических наук по теме «История Франции в 1919—1924 гг.».
Во время Великой Отечественной войны Гуральский, сначала под видом «переводчика Гонсалеса», занимался «оперативной работой» среди немецких военнопленных. Он сыграл немаловажную роль в «распропагандировании» Ф. Паулюса, с которым он общался как «профессор Арнольд». Работа Гуральского среди военнопленных продолжалась вплоть до 1948 года.
В 1942 году Гуральский был переведён в Института истории Академии наук СССР. Он готовил докторскую диссертацию, но в 1948 году его уволили из Института истории АН СССР и два года он жил случайными литературными заработками.
22 ноября 1950 года его вновь арестовали, 19 марта 1952 года Особое совещание при Министерстве госбезопасности СССР приговорило его к 10 годам заключения. Он отбывал срок в Озёрлаге.
В 1956 году он пытался добиться реабилитации, но Военная коллегия Верховного суда СССР 23 июня 1956 года отклонила протест Генерального прокурора СССР по его делу на том основании, что Гуральский в 1926 году вступил в «контрреволюционную зиновьевскую организацию» и «состоял в руководящем центре этой организации», а также, выполняя впоследствии задания органов госбезопасности, «допускал провокацию и дезинформацию и путем фальсификации фактов добился незаконного ареста ряда лиц, обвинив их в шпионской деятельности против СССР, и, участвуя в 1941—1942 гг. на допросах арестованных, понуждал их к даче вымышленных показаний».
15 января 1958 года Гуральский был досрочного освобожден из заключения по инвалидности. Он умер в Москве летом 1960 года от инфаркта.